# Guerre des grottes

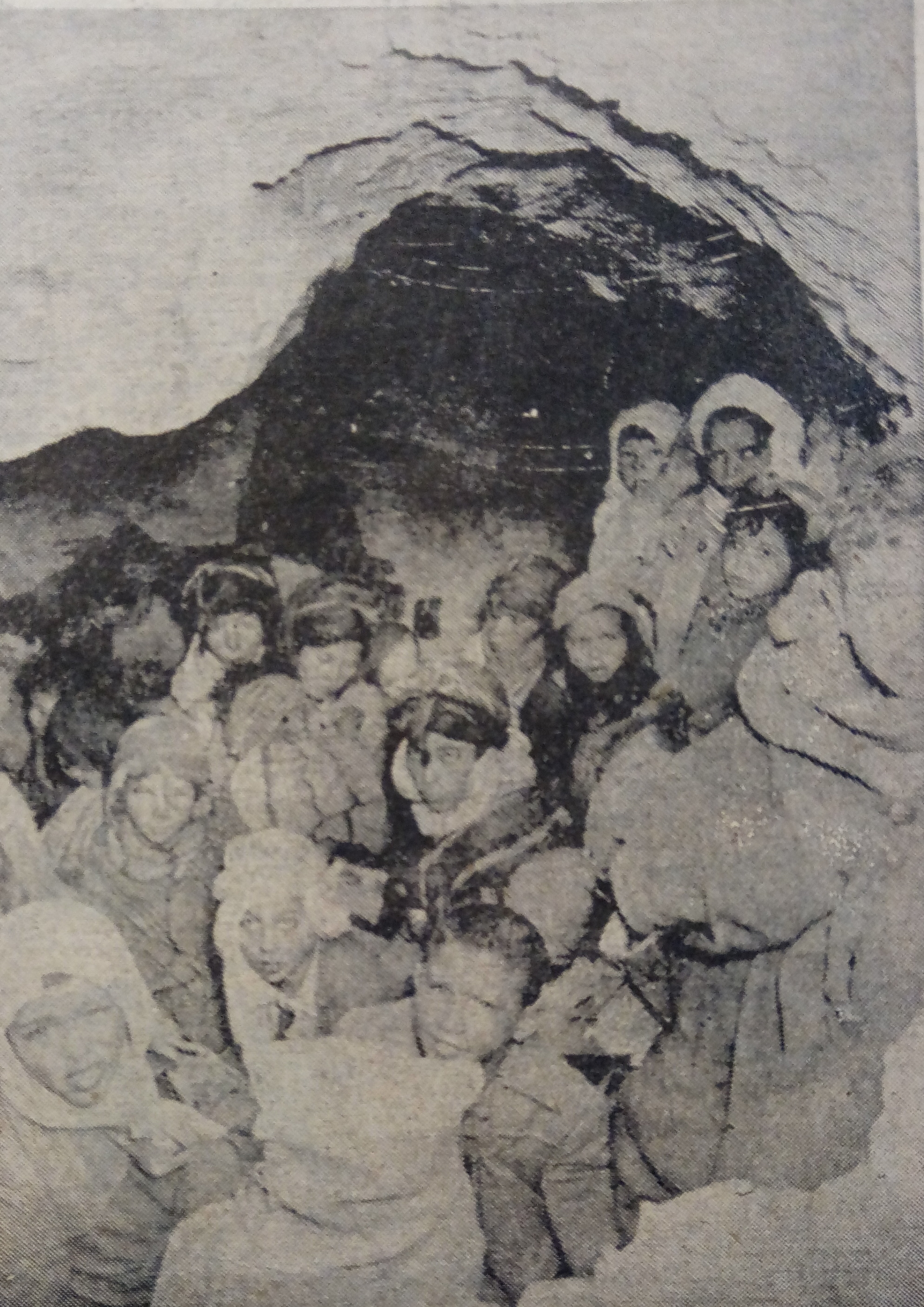
Réfugiés algériens dans des grottes, en 1958, L'Action tunisienne.

La guerre des grottes est l'action de contre-insurrection menée, pendant la guerre d'Algérie, par les troupes du génie français contre les combattants du Front de libération nationale et les populations civiles réfugiées dans les grottes. L'emploi d'armes chimiques a lieu en violation du protocole de Genève de 1928.

## Histoire

### Contexte

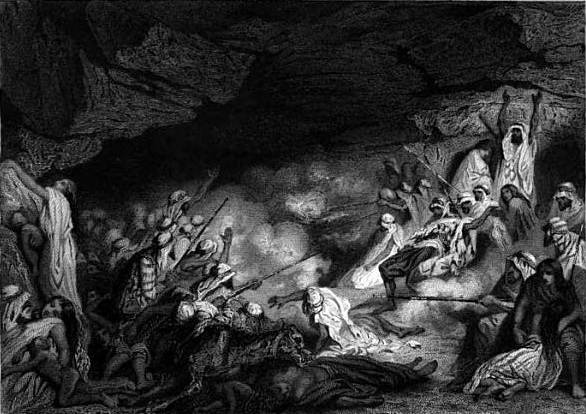
Les Grottes du Dahra, 1845, 27 x 19 cm, eau-forte. Johannot évoque directement la brutalité de la colonisation et fixe l’image de « l'enfumade » des grottes de Dahra, où l’on asphyxiait les populations arabes locales selon une technique préconisée par le général Bugeaud.

La conquête de l'Algérie par le corps expéditionnaire français avait déjà donné lieu, en 1844 et 1845, à des enfumades de grottes.
Après la Première Guerre mondiale, le Protocole de Genève interdit l'’utilisation de gaz de combat et d’armes bactériologiques. Cependant un premier site d’expérimentation de gaz de combat, le site B2-Namous est créé en 1935 dans l’Ouest saharien, alors en Algérie française.

### Guerre des grottes
La Batterie des armes spéciales (BAS) du 411e régiment d’artillerie antiaérienne (RAA) est créée en décembre 1956 pour « mener des expérimentations opérationnelles » et employer des « techniques et “armes spéciales” ». Des appelés du contingent sont formés au 610e Groupe d’expérimentation et d’instruction des armes spéciales (GEIAS), puis servent en Algérie servir dans les « sections des grottes ». Ils utilisent des grenades, des chandelles et des roquettes chargées de gaz toxique, notamment du CN2D, mortel en milieu mi-clos.
Dans le cadre du plan Challe, la recherche de caches d’armes, de dépôts logistiques ou d’hôpitaux souterrains s'intensifie. Dès mars 1957, il est fait mention, dans le journal du 1er bataillon du 9e RIC d’une opération dans laquelle  les « armes spéciales du génie » sont utilisées pour « nettoyer » une grotte en Grande Kabylie : il s'agit à la fois d'échelles de cordes, de matériels de spéléologie, de grenades et « chandelles » de produits toxiques (fumigènes, lacrymogènes) ainsi que d'explosifs.
Les sapeurs affectés à la guerre des grottes sont généralement des appelés, rarement volontaires mais choisis pour leurs aptitudes physiques. L'historien Jean Charles Jauffret indique ce témoignage d'un appelé, en 1958 :

« Armés de torches et envoyant ensuite préventivement des grenades, les tirailleurs avancèrent et découvrirent ainsi plusieurs salles communiquant entre elles par des passages très étroits parfois. Dans l’une, sous la lumière des torches électriques, apparut un stock imposant de marchandises, notamment des vivres. La caverne d’Ali Baba ! Dans le hall, les gars trouvèrent une échelle et une corde à nœuds. […] Cela fait, des artificiers, spécialistes des grottes vinrent placer de fortes charges d’explosifs et firent sauter l’ensemble des salles. L’affaire était réglée. Sauf que, environ trois semaines après, une patrouille repassant près de cette ancienne grotte sentit une forte odeur de charnier. La décision fut prise de déblayer et de fouiller. Encore un gros travail pour découvrir l’horreur. Une salle, qui n’avait pas été découverte avant la destruction des explosifs, avait été touchée et s’était à moitié effondrée. Elle devait être l’infirmerie. Plus de 80 hommes, pris dans un piège, avaient péri. Des êtres humains avaient dû vivre une terrible agonie. À qui s’en prendre ? À qui crier sa colère ou son dégoût ? »

Les expériences de terrain aboutissent à la rédaction d'une instruction officielle, en 1959, afin de décrire les techniques « les plus efficaces pour pénétrer, combattre et infecter une grotte »,.
Pour que les caches ne soient pas réutilisées, les grottes sont remplies d’un gaz à base d’arsenic, l’arsine, qui rend l’air irrespirable pour longtemps. Le sous-lieutenant et futur historien Antoine Prost, chef d’une section de la compagnie opérationnelle du 5/1er RTA, écrit que « l’on ne fait pas la guerre dans les règles ». Les gaz utilisés sont composés d'ypérite et de CN2D.

### Conséquences
On estime qu'au moins 200 combattants algériens cachés dans des grottes, au cours de 95 opérations, ont été tués par les gaz. Les soldats ont pu, eux aussi, être intoxiqués par les émanations,. Des populations civiles en ont également été victimes.
Les conséquences environnementales, sur le long terme, de l'utilisation d'ypérite et de CN2D dans le cadre de la guerre des grottes sont difficiles à estimer.

## Historiographie
L’historien Jean-Charles Jauffret est le premier à aborder la question de la guerre des grottes, en 2016. La recension de son ouvrage mentionne explicitement les ravages de « la guerre des grottes ». Jusqu'alors, et comme l'indique un article de 2009 consacré à l'emploi des armes chimiques dans les conflits asymétriques, l'emploi d'armes chimiques n'était pas associé à la guerre d'Algérie.
En 2022 la journaliste Claire Billet et l’historien et archiviste Christophe Lafaye montrent le rôle d'une unité spécialisée, la Batterie des armes spéciales (BAS) du 411e régiment d’artillerie antiaérienne (RAA).
Romain Choron soutient en 2023 une thèse intitulée « Les combats souterrains de l’armée française dans les conflits non-conventionnels, l’exemple de la guerre des grottes en Algérie (1954-1962) ». En 2016, dans un article pour la Revue historique des Armées, il indiquait que « si le maillage du territoire algérien par un réseau de grottes constitue dans un premier temps un avantage pour les rebelles dans la guerre subversive, la création, à partir de 1959, des sections « armes spéciales » porte un coup sérieux à ce réseau souterrain. Le Génie réussit à développer une doctrine d’emploi pragmatique et à mettre en place des moyens spécifiques à la lutte souterraine ». En comparant deux œuvres de fiction, La grotte de Georges Buis et La grotte éclatée de Yamina Mechakra, il montre qu'existe une « divergence de perception du monde souterrain entre Occident et Orient ».
Indiquant que les instructions prévoient qu'en cas « de refus de reddition, la neutralisation de l’adversaire par le gaz est alors entreprise », l'historien concluait que « face à la stratégie de destruction du FLN, le Génie oppose une tactique antisubversive efficace ».
L'historien Fabrice Riceputi indique en 2024 que le refus, de la part des autorités françaises, d'ouvrir à cette date les archives relatives à la guerre des grottes est symptomatique d'une « incapacité chronique de la République française à reconnaître et à condamner des crimes coloniaux commis par elle et en son nom ». Plusieurs historiens demandent, depuis 2020, l'ouverture des archives militaires sur l'utilisation d'armes chimiques, par l'armée française, pendant la guerre d'Algérie,.
Le travail de Christophe Lafaye est particulièrement médiatisé en 2022 par l'enquête de la journaliste Claire Billet,, puis par la diffusion — d'abord déprogrammée — du documentaire, Algérie, sections armes spéciales, de Claire Billet,,.

### Documentaire
- Claire Billet, Algérie, sections armes spéciales, film documentaire, 2025, 52 minutes. Produit par Luc Martin-Gousset, enquête de Christophe Lafaye et Claire Billet, conseillère historique Raphaëlle Branche.